# صلادة

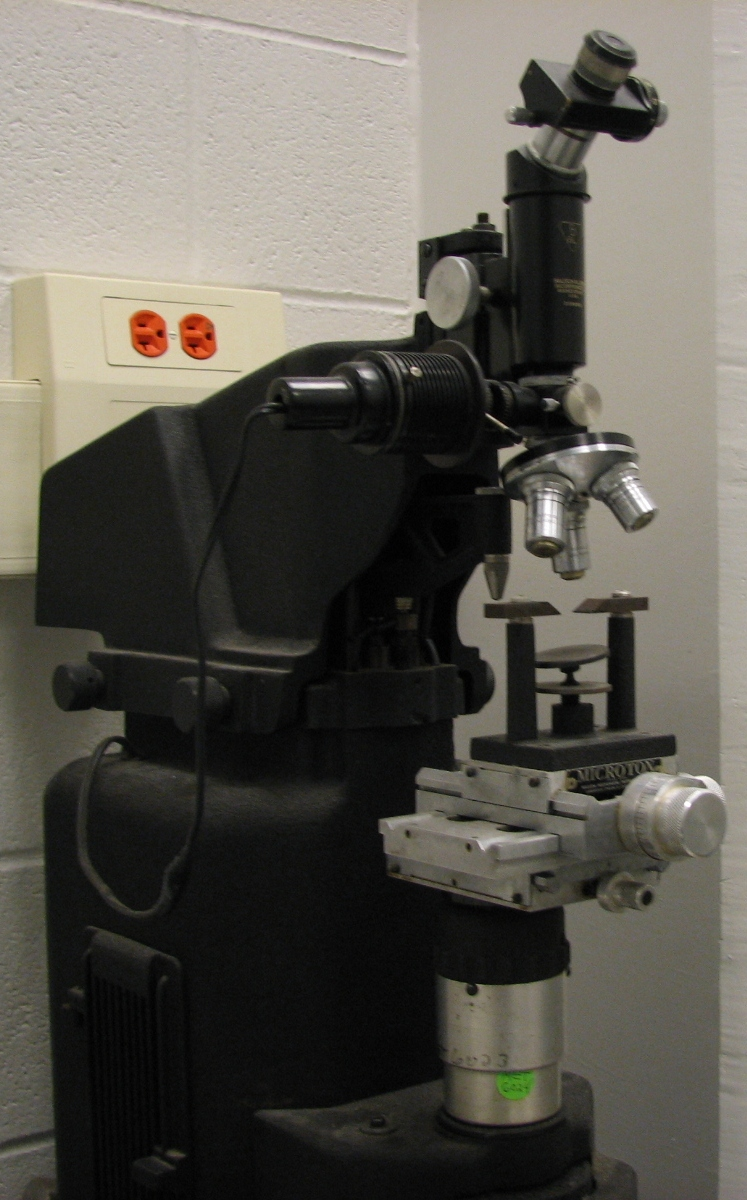
جهاز اختبار صلابة فيكرز

الصلادة (أو القساوة) هي خاصية للمواد تحدد مدى قابلية المادة لتحمل الخدش بالمعادن. تعتمد الصلادة على التركيب الكيميائي للمادة بالإضافة إلى البنية المجهرية.

## قياس الصلادة
هناك أساليب عديدة لقياس الصلادة تعتمد على نوع الاختبار المستخدم، وأهم هذه الأساليب:
- مقياس موس نسبة للعالم الألماني فريدرش موس
- اختبار برينل للصلادة
- اختبار فيكرز للصلادة
- اختبار روكويل للصلادة

## اقرأ أيضا
- تصلد انفعالي